# TJ Stráža
TJ Stráža (celým názvem: Telovýchovná jednota Stráža) je slovenský fotbalový klub, který sídlí v obci Stráža v Žilinském kraji. Od sezóny 2017/18 působí v I. triede Oblastného futbalového zväzu Žilina (6. nejvyšší soutěž).
Své domácí zápasy odehrává na stadionu Stráža s kapacitou 1 000 diváků.

## Umístění v jednotlivých sezonách
Stručný přehled
Zdroj: 
- 2013–2014: 6. liga SsFZ – sk. A
- 2014–2016: 4. liga SsFZ – sk. Sever
- 2016–2017: 3. liga – sk. Střed
- 2017–: I. trieda OFZ ZA

Jednotlivé ročníky
Zdroj: 
Legenda: Z – zápasy, V – výhry, R – remízy, P – porážky, VG – vstřelené góly, OG – obdržené góly, +/− – rozdíl skóre, B – body, červené podbarvení – sestup, zelené podbarvení – postup, fialové podbarvení – reorganizace, změna skupiny či soutěže
| Slovensko (2013–) |                          |        |                                                             |                                                             |                                                             |                                                             |                                                             |                                                             |                                                             |                                                             |        |
| Sezóny            | Liga                     | Úroveň | Z                                                           | V                                                           | R                                                           | P                                                           | VG                                                          | OG                                                          | +/−                                                         | B                                                           | Pozice |
| 2013/14           | 6. liga SsFZ – sk. A     | 6      | 26                                                          | 19                                                          | 2                                                           | 5                                                           | 61                                                          | 30                                                          | +31                                                         | 59                                                          | 1.     |
| 2014/15           | 4. liga SsFZ – sk. Sever | 4      | 26                                                          | 18                                                          | 3                                                           | 5                                                           | 57                                                          | 29                                                          | +28                                                         | 57                                                          | 2.     |
| 2015/16           | 4. liga SsFZ – sk. Sever | 4      | 26                                                          | 19                                                          | 5                                                           | 2                                                           | 68                                                          | 23                                                          | +45                                                         | 62                                                          | 1.     |
| 2016/17           | 3. liga – sk. Střed      | 3      | Klub se odhlásil v průběhu sezóny, výsledky byly anulovány. | Klub se odhlásil v průběhu sezóny, výsledky byly anulovány. | Klub se odhlásil v průběhu sezóny, výsledky byly anulovány. | Klub se odhlásil v průběhu sezóny, výsledky byly anulovány. | Klub se odhlásil v průběhu sezóny, výsledky byly anulovány. | Klub se odhlásil v průběhu sezóny, výsledky byly anulovány. | Klub se odhlásil v průběhu sezóny, výsledky byly anulovány. | Klub se odhlásil v průběhu sezóny, výsledky byly anulovány. | 16.    |
| 2017/18           | I. trieda OFZ ZA         | 6      | 26                                                          |                                                             |                                                             |                                                             |                                                             |                                                             |                                                             |                                                             |        |